# HNK Šibenik
Hrvatski nogometni klub Šibenik hrvatski je nogometni klub iz Šibenika. Domaće utakmice igra na stadionu na Šubićevcu. Trenutačno se natječe u 3. NL – Jug.

## Povijest
HNK Šibenik osnovan je 1. prosinca 1932. godine pod imenom RSD Šibenik, no konstituirajuća Skupština održana je tek 30. kolovoza 1933. godine na kojoj je za prvog predsjednika izabran dr. Martin Čičin-Šain. Veliki problem predstavljalo im je i nepostojanje adekvatnog igrališta. Najidealniji uvjeti za izgradnju novog igrališta bili su u Crnici, pored tvornice La Dalmatienne. Svečano otvorenje igrališta obavljeno je 31. svibnja 1936. godine kada je i održan turnir na kojem su, uz domaći Šibenik, sudjelovali šibenski Osvit, Split i splitski AŠK. Približno istovremeno osnovan je i Osvit – prvi registrirani klub u Šibeniku (osnovan 29. veljače 1933. godine u prostorijama hotela Krka). Za prvog predsjednika izabran je dr. Marko Grdović. Najveći problem predstavljalo je nepostojanje igrališta, no i to je ubrzo riješeno. Izgrađen je stadion na Šubićevcu čije je svečano otvorenje uveličao Hajduk Split. Gosti su uvjerljivo s 10:2 nadvisili domaći Osvit, koji je brzo napredovao te postigao niz značajnijih uspjeha u susretima s manjim i većim klubovima u Dalmaciji.
JRSK Šibenik 1935. godine postaje član Splitskog nogometnog podsaveza. Osim nogometa, u okviru radničkog društva djelovale su i esperanto i šahovska sekcija, rukometna i boksačka sekcija, plivačka i atletska sekcija... 
Krajem 1939. godine, Osvit proživljava krizu te se fuzionira s novoosnovanim klubom Hajduk 14. travnja 1940. godine. Odlučeno je i da se Osvit ubuduće zove Građanski, a za njegova predsjednika izabran je Anton Antić. No već 1941. vraćen je stari naziv Osvit.
Radnički sportski klub Šibenik raspušten je 28. prosinca 1940., na iznenađenje brojnih članova društva i brojnih simpatizera. Iako je bilo pokušaja da društvo nastavi s radom, ti pokušaji nisu urodili plodom. A pored Šibenika, u Hrvatskoj je zabranom i progonom zahvaćeno oko 30 radničko-sportskih društava.
Oslobođenjem domovine stvorene su velike mogućnosti za razvoj svih sportova, samim time i nogometa. Krajem 1944. godine pokreće se akcija za osnivanje fiskulturnog društva na tradicijama radničkog sportskog kolektiva – RSD Šibenik. Ubrzo se to i ostvarilo, a temelje novog društva činili su uglavnom juniori i pomladak predratnog društva i mjesnog rivala Osvita. FD Šibenik 1946. godine prvi put sudjeluje u jednom prvenstvenom sportskom natjecanju, a već iduće godine osvaja naslov prvaka Dalmacije. Igrao je Šibenik i u Drugoj saveznoj ligi, republičkoj i međurepubličkoj ligi, Hrvatsko-slovenskoj ligi, jedinstvenoj drugoj ligi.
Godine 1950. rasformiralo se Fiskulturno društvo Šibenik i osnovao se samostalan nogometni klub pod nazivom Šibenik. Stadion na kojem je Šibenik igrao svoje utakmice otvoren je 1. svibnja 1948., a nosio je ime narodnog heroja Rade Končara (do 1992.).
U sezoni 1951. Šibenik je osvojio prvo mjesto u republičkoj ligi, a dres Šibenika tada su nosili: Gaščić, Batinica, Tambača, Blažević, A. Erak, Tedling, Marenci, Bego, Đurić... Iduće sezone Šibenik je prvi put postao drugoligaš. U sljedećoj sezoni, 1952./53., Šibenik je igrao Hrvatsko-slovensku ligu iz koje se plasirao u Drugu saveznu ligu 1953./54. U sezoni 1953./54. klub je ispao iz Druge savezne lige. U sezoni 1954./55. Šibenik je po drugi put sudjelovao u natjecanju Hrvatsko-slovenske lige. Zauzeo je 4. mjesto te je stekao pravo sudjelovanja u I. zonskoj ligi 1955./56. U toj je ligi zadnji put igrao 1957./58. Od sezone 1958./59. sve do 1972./73. Šibenik se natjecao u Drugoj saveznoj ligi – Zapad. Sezone je uvijek završavao ili pri vrhu (četvrto ili peto mjesto) ili u sredini tablice (osmo, deveto mjesto). Šibenik je u sezoni 1956./57. bio i polufinalist Kupa Jugoslavije.
Ispadanjem iz Drugoj saveznoj ligi – Zapad 1972./73. Šibenik je igrao Hrvatsku nogometnu ligu 1974./75. U sezoni 1975./76. Šibenik je bio pobjednik južne skupine. U kvalifikacijama za Drugu ligu, u dvije utakmice protiv sisačkog Metalca Šibenik se nije uspio domoći Druge lige te je ostao u Hrvatskoj. Razdoblje između sezona 1975./76. do sezone 1982./83. jedno je od najlošijih u povijesti kluba. Od 1983./84. do 1986./87. igrao je u Drugoj saveznoj ligi – Zapad. U jedinstvenoj jugoslavenskoj Drugoj ligi igrao je Šibenik u sezoni 1987./88. Dva je puta bio na domak Prve lige, ali nije uspio. 
Godine 1992. godine preimenovan je u HNK Šibenik. Tijekom 1992. i 1993. zbog ratne opasnosti na Šubićevcu, NK Šibenik je domaće utakmice igrao na splitskom području. U 1. HNL su igrali od 1992. do 2002./03., kada ispada u 2. HNL, a u najviši rang hrvatskog nogometa vraća se 2006. osvajanjem 2. HNL – Jug 2005./06. Uz to su imali i malo sreće jer kao prvak 2. HNL – Jug nisu trebali igrati dodatne kvalifikacije s Belišćem, prvakom 2. HNL – Sjever, koji nije dobio licencu za prvu ligu. U sezoni 2006./07. ostvaruju najveći dotadašnji uspjeh u povijesti, 4. mjesto u HNL. U sezoni 2009./10. ulaze u finale Hrvatskog kupa s Hajdukom, a kao četvrtoplasirana momčad 1. HNL ostvaruju premijerni nastup u kvalifikacijama za plasman u grupnu fazu UEFA Europske lige 2010./11.
Godine 2008. klub je dobio Trofej podmlatka, najvišu nagradu Hrvatskog nogometnog saveza.
U sezoni 2011./12. Šibenik osvaja 14. mjesto u 1. HNL i po propozicijama natjecanja, u sezoni 2012./13. nastavlja se natjecati u 2. HNL. U sezoni 2012./13. Šibenik osvaja 4. mjesto u 2. HNL, ali zbog financijskih problema nastavlja se natjecati u 3. HNL – Jug. U sezoni 2013./14. Šibenik osvaja 2. mjesto u 3. HNL – Jug i ne uspijeva se plasirati u viši rang natjecanja. Igrač Šibenika Miro Slavica osvojio je titulu najboljeg strijelca lige. U sezoni 2014./15. Šibenik osvaja 1. mjesto u 3. HNL – Jug, čime je izborio pravo nastupa u 2. HNL za sezonu 2015./16.

## Uspjesi
- Hrvatska republička nogometna liga
  - prvak (3): 1951. (Jug), 1975./76. (Jug), 1982./83.

- 2. HNL/1. NL
  - prvak (3): 2005./06., 2019./20., 2023./24.
  - doprvak (2): 2015./16., 2018./19.

- Hrvatski nogometni kup
  - finalist (2): 2009./10., 2022./23.

## Pregled plasmana po sezonama

### U Drugoj Jugoslaviji
| Sezona    | Rang | Liga                                | Plasman |
| --------- | ---- | ----------------------------------- | ------- |
| 1947./48. | III. | Četvrta zona                        | 1.      |
| 1948./49. | III. | Hrvatska republička liga            | 3.      |
| 1950.     | III. | Treća savezna liga                  | 5.      |
| 1951.     | III. | Hrvatska republička liga – Jug      | 1.      |
| 1952.     | II.  | Liga Splitskog nogometnog podsaveza | 1.      |
| 1952./53. | II.  | Hrvatsko-slovenska liga             | 3.      |
| 1953./54. | II.  | Druga savezna liga                  | 10.     |
| 1954./55. | III. | Hrvatsko-slovenska liga             | 5.      |
| 1955./56. | II.  | Prva zona                           | 2.      |
| 1956./57. | II.  | Prva zona                           | 2.      |
| 1957./58. | II.  | Prva zona                           | 5.      |
| 1958./59. | II.  | Druga savezna liga – Zapad          | 8.      |
| 1959./60. | II.  | Druga savezna liga – Zapad          | 5.      |
| 1960./61. | II.  | Druga savezna liga – Zapad          | 8.      |
| 1961./62. | II.  | Druga savezna liga – Zapad          | 9.      |
| 1962./63. | II.  | Druga savezna liga – Zapad          | 8.      |
| 1963./64. | II.  | Druga savezna liga – Zapad          | 9.      |
| 1964./65. | II.  | Druga savezna liga – Zapad          | 4.      |
| 1965./66. | II.  | Druga savezna liga – Zapad          | 6.      |
| 1966./67. | II.  | Druga savezna liga – Zapad          | 5.      |
| 1967./68. | II.  | Druga savezna liga – Zapad          | 15.     |
| 1968./69. | II.  | Druga savezna liga – Zapad          | 6.      |
| 1969./70. | II.  | Druga savezna liga – Zapad          | 10.     |
| 1970./71. | II.  | Druga savezna liga – Zapad          | 4.      |
| 1971./72. | II.  | Druga savezna liga – Zapad          | 4.      |
| 1972./73. | II.  | Druga savezna liga – Zapad          | 5.      |
| 1973./74. | II.  | Druga savezna liga – Zapad          | 10.     |
| 1974./75. | II.  | Druga savezna liga – Zapad          | 16.     |
| 1975./76. | III. | Hrvatska liga – Jug                 | 1.      |
| 1976./77. | III. | Hrvatska liga – Jug                 | 7.      |
| 1977./78. | III. | Hrvatska liga – Jug                 | 7.      |
| 1978./79. | III. | Hrvatska liga – Jug                 | 6.      |
| 1979./80. | III. | Hrvatska liga                       | 5.      |
| 1980./81. | III. | Hrvatska liga                       | 4.      |
| 1981./82. | III. | Hrvatska liga                       | 8.      |
| 1982./83. | III. | Hrvatska liga                       | 1.      |
| 1983./84. | II.  | Druga savezna liga – Zapad          | 4.      |
| 1984./85. | II.  | Druga savezna liga – Zapad          | 2.      |
| 1985./86. | II.  | Druga savezna liga – Zapad          | 9.      |
| 1986./87. | II.  | Druga savezna liga – Zapad          | 11.     |
| 1987./88. | II.  | Druga savezna liga – Zapad          | 5.      |
| 1988./89. | II.  | Druga savezna liga – Zapad          | 5.      |
| 1989./90. | II.  | Druga savezna liga – Zapad          | 5.      |
| 1990./91. | II.  | Druga savezna liga                  | 12.     |

### U Hrvatskoj
| Sezona    | Liga         | Liga | Liga | Liga | Liga | Liga | Liga | Liga   | Liga  | kup  | Europska natjecanja | Europska natjecanja | Najbolji strijelac           | Najbolji strijelac |
| Sezona    | Liga         | Uta  | Pob  | Neo  | Por  | Po.p | Pr.p | Bod    | Mj    | kup  | Europska natjecanja | Europska natjecanja | Igrač                        | Pogodci            |
| --------- | ------------ | ---- | ---- | ---- | ---- | ---- | ---- | ------ | ----- | ---- | ------------------- | ------------------- | ---------------------------- | ------------------ |
| 1992.     | 1. HNL       | 22   | 2    | 7    | 13   | 18   | 41   | 11     | 12.   |      |                     |                     | Mile Petković, Dean Računica | 4                  |
| 1992./93. | 1. HNL       | 30   | 4    | 8    | 18   | 21   | 45   | 16     | 16.   | 1/4  |                     |                     | Ismet Mulavdžić              | 6                  |
| 1993./94. | 1. HNL       | 34   | 12   | 8    | 14   | 36   | 42   | 32     | 13.   | 1/8  |                     |                     | Ylli Shehu                   | 7                  |
| 1994./95. | 1. HNL       | 30   | 9    | 10   | 11   | 44   | 46   | 37     | 9.    | 1/8  |                     |                     | Ylli Shehu                   | 22                 |
| 1995./96. | 1. A HNL     | 36   | 15   | 6    | 15   | 44   | 43   | 51     | 7.    | 1/8  |                     |                     | Mate Baturina                | 11                 |
| 1996./97. | 1. A HNL     | 30   | 11   | 8    | 11   | 35   | 30   | 41     | 7.    | 1/16 |                     |                     | Robert Banđen, Ylli Shehu    | 6                  |
| 1997./98. | 1. HNL       | 32   | 9    | 8    | 15   | 35   | 45   | 34     | 9.    | 1/16 |                     |                     | Joško Popović                | 9                  |
| 1998./99. | 1. HNL       | 32   | 12   | 5    | 15   | 48   | 59   | 41     | 8.    | 1/8  |                     |                     | Joško Popović                | 21                 |
| 1999./00. | 1. HNL       | 33   | 8    | 10   | 15   | 33   | 50   | 34     | 9.    | 1/8  |                     |                     | Klaudio Vuković              | 12                 |
| 2000./01. | 1. HNL       | 32   | 12   | 7    | 13   | 40   | 40   | 43     | 7.    | 1/8  |                     |                     | Paul Matas                   | 12                 |
| 2001./02. | 1. HNL       | 30   | 10   | 6    | 14   | 33   | 36   | 36     | 11.   | 1/8  |                     |                     | Mate Dragičević              | 12                 |
| 2002./03. | 1. HNL       | 32   | 8    | 7    | 17   | 37   | 53   | 31     | 12. ↓ | 1/8  |                     |                     | Ivan Bulat                   | 9                  |
| 2003./04. | 2. HNL       | 32   | 15   | 4    | 13   | 45   | 42   | 49     | 4.    | 1/16 |                     |                     |                              |                    |
| 2004./05. | 2. HNL       | 32   | 13   | 12   | 7    | 42   | 26   | 48(-3) | 4.    | 1/16 |                     |                     | Ivan Božić                   | 12                 |
| 2005./06. | 2. HNL       | 32   | 21   | 6    | 5    | 71   | 38   | 69     | 1. ↑  | 1/16 |                     |                     | Ivan Božić                   | 14                 |
| 2006./07. | 1. HNL       | 33   | 14   | 7    | 12   | 50   | 47   | 49     | 4.    | 1/8  |                     |                     | Marko Kartelo                | 10                 |
| 2007./08. | 1. HNL       | 33   | 9    | 12   | 12   | 34   | 52   | 39     | 10.   | 1/8  |                     |                     | Frane Vitaić, Ermin Zec      | 8                  |
| 2008./09. | 1. HNL       | 33   | 13   | 7    | 13   | 44   | 35   | 46     | 6.    | 1/16 |                     |                     | Ermin Zec                    | 14                 |
| 2009./10. | 1. HNL       | 30   | 14   | 8    | 8    | 34   | 37   | 50     | 4.    | Z    |                     |                     | Ermin Zec                    | 11                 |
| 2010./11. | 1. HNL       | 30   | 8    | 11   | 11   | 37   | 38   | 35     | 12.   | 1/8  | Europska liga       | 2. K                | Mehmed Alispahić             | 11                 |
| 2011./12. | 1. HNL       | 30   | 6    | 9    | 15   | 27   | 40   | 27     | 14. ↓ | 1/16 |                     |                     | Stipe Bačelić-Grgić          | 4                  |
| 2012./13. | 2. HNL       | 30   | 13   | 10   | 7    | 42   | 31   | 48     | 4. ↓  | 1/16 |                     |                     | Franjo Tepurić               | 12                 |
| 2013./14. | 3. HNL – Jug | 34   | 21   | 8    | 5    | 73   | 27   | 71     | 2.    | 1/16 |                     |                     | Miro Slavica                 | 30                 |
| 2014./15. | 3. HNL – Jug | 34   | 23   | 5    | 6    | 78   | 25   | 74     | 1. ↑  | 1/8  |                     |                     | Igor Prijić                  | 14                 |
| 2016./17. | 2. HNL       | 33   | 12   | 9    | 12   | 32   | 33   | 45     | 7.    | 1/8  |                     |                     | Miro Slavica                 | 9                  |
| 2017./18. | 2. HNL       | 33   | 11   | 9    | 13   | 39   | 43   | 42     | 7.    | 1/8  |                     |                     | Davor Kukec                  | 7                  |
| 2018./19. | 2. HNL       | 26   | 13   | 7    | 6    | 38   | 25   | 46     | 2.    | 1/8  |                     |                     | Prince Ampem                 | 7                  |
| 2019./20. | 2. HNL       | 19   | 13   | 2    | 4    | 26   | 15   | 41     | 1. ↑  | 1/4  |                     |                     | Luka Juričić                 | 8                  |
| 2020./21. | 1. HNL       | 36   | 9    | 8    | 19   | 32   | 47   | 35     | 6.    | 1/8  |                     |                     | Deni Jurić                   | 11                 |
| 2021./22. | 1. HNL       | 36   | 9    | 5    | 22   | 46   | 75   | 32     | 8.    | 1/8  |                     |                     | Marin Jakoliš                | 10                 |
| 2022./23. | HNL          | 36   | 5    | 12   | 19   | 24   | 56   | 27     | 10. ↓ | Z    |                     |                     | Ivan Dolček                  | 5                  |
| 2023./24. | 1. NL        | 33   | 26   | 4    | 3    | 68   | 18   | 82     | 1. ↑  | 1/16 |                     |                     | Josip Majić                  | 14                 |
| 2024./25. | HNL          | 36   | 7    | 9    | 20   | 28   | 60   | 30     | 10. ↓ | 1/8  |                     |                     | Ivan Santini                 | 7                  |
| 2025./26. | 3. NL – Jug  |      |      |      |      |      |      |        |       |      |                     |                     |                              |                    |

 Liga: Uta = Odigrano utakmica; Pob = Utakmica dobiveno; Neo = Utakmica neodlučeno; Por = Utakmica izgubljeno; Po.p = Postignuto pogodaka; Pr. p = Primljeno pogodaka; Bod = Bodovi; Mj = Osvojeno mjesto u ligi;
 Kup: 1/16 = Šesnaestina završnice; 1/8 = Osmina završnice; 1/4 = Četvrtzavršnica; 1/2 = Poluzavršnica; Z = Završnica, P = Pobjednik Kupa;

## Nastupi u međunarodnim natjecanjima

### Europska liga
| sezona    | faza        | protivnik            | rezultat | napomene                    |
| --------- | ----------- | -------------------- | -------- | --------------------------- |
| 2010./11. | 1. pretkolo | Silema Wanderers     | 0:0, 3:0 | Šibenik domaćin u Dugopolju |
| 2010./11. | 2. pretkolo | Anorthosis Famagusta | 0:2, 3:0 | Šibenik domaćin u Splitu    |

## Nastupi u finalema kupa

### Kup maršala Tita
1947.
- 1. pretkolo: Garnizon JNA Ljubljana – Šibenik 2:3
- 2. pretkolo: Šibenik – Sloga Novi Sad 2:5

1950.
- pretkolo: Šibenik – Hajduk Split 0:2

1956./57.
- osmina finala: Šibenik – Nafta Bosanski Brod 4:0
- četvrtfinale: Šibenik – Proleter Osijek 3:1
- polufinale: Partizan Beograd – Šibenik 7:0

1958./59.
- šesnaestina finala: Garnizon JNA Borac – Šibenik 6:1

1960./61.
- šesnaestina finala: Šibenik – Sutjeska Nikšić 3:1
- osmina finala: Šibenik – Rabotnički Skoplje 9:1
- četvrtfinale: Hajduk Split – Šibenik 4:3

1962./63.
- šesnaestina finala: Šibenik – Radnički Niš 3:1 (prod.)
- osmina finala: Crvena zvezda – Šibenik 4:2

1967./68.
- osmina finala: Sloboda Tuzla – Šibenik 2:2 (6:4 11 m)

1985./86.
- šesnaestina finala: Šibenik – Vojvodina Novi Sad 3:1
- osmina finala: Radnički Niš – Šibenik 1:0

1988./89.
- šesnaestina finala: Šibenik – Rad Beograd 3:1
- osmina finala: Šibenik – Velež Mostar 1:1, 0:2

### Hrvatski nogometni kup
1992./93.
- šesnaestina finala: Čelik Križevci – Šibenik  0:0, 0:3
- osmina finala: Šibenik  – Zagreb 3:2, 1:1
- četvrtfinale: Šibenik – Zadar 1:1, 1:2

1993./94.
- šesnaestina finala: Gusar Komin – Šibenik  0:3, 0:0
- osmina finala: Croatia Zagreb – Šibenik 1:0, 3:2

1994./95.
- šesnaestina finala: Primorac Stobreč – Šibenik  1:3, 0:3
- osmina finala: Šibenik – Varteks Varaždin 2:0, 0:2 (1:3 pen.)

1995./96.
- šesnaestina finala: Šibenik  – Graničar Županja 6:1, 2:0
- osmina finala: Šibenik – Varteks Varaždin 1:1, 0:4

1996./97.
- šesnaestina finala: Zagorec Krapina – Šibenik 1:1 (5:3 pen.)

1997./98.
- šesnaestina finala: Budućnost Hodošan – Šibenik 2:1

1998./99.
- šesnaestina finala: Istra Pula –  Šibenik 1:1 (2:5 pen.)
- osmina finala: Šibenik – Varteks Varaždin 0:1

1999./00.
- šesnaestina finala: Špansko Zagreb –  Šibenik 1:2
- osmina finala: Hajduk Split – Šibenik 3:1

2000./01.
- osmina finala: Dinamo Zagreb – Šibenik 2:0

2001./02.
- šesnaestina finala: Bjelovar –  Šibenik 2:3
- osmina finala: Šibenik – Zagreb 0:1 (4:5 pen.)

2002./03.
- šesnaestina finala: Novalja –  Šibenik 1:2
- osmina finala: Šibenik –  Zagreb 1:2 (1:1) zlatni gol

2003./04.
- šesnaestina finala: Zagorec Krapina – Šibenik 1:0

2004./05.
- šesnaestina finala: Nehaj Senj – Šibenik 1:1 (2:1 pr.)

2005./06.
- šesnaestina finala: Naftaš Ivanić-Grad – Šibenik 2:0

2006./07.
- šesnaestina finala: Međimurje Čakovec –  Šibenik 1:4
- osmina finala: Dinamo Zagreb – Šibenik 3:0

2007./08.
- šesnaestina finala: Međimurje Čakovec – Šibenik 2:2 (6:7 pen.)
- osmina finala: Šibenik –  Dinamo Zagreb 2:3

2008./09.
- šesnaestina finala: Moslavina Kutina – Šibenik 2:0

2009./10.
- šesnaestina finala: Belišće – Šibenik 0:3
- osmina finala: Šibenik – Rijeka 4:0
- četvrtfinale: Osijek –  Šibenik 1:1, 0:4
- polufinale:  Šibenik – Varteks Varaždin 0:0, 2:0
- finale: Hajduk Split – Šibenik 2:1, 2:0

2010./11.
- šesnaestina finala: Slavija Pleternica –  Šibenik 3:3 (3:4  pr.)
- osmina finala: Osijek – Šibenik 2:1

2011./12.
- šesnaestina finala: Radnik Sesvete – Šibenik 2:0

2012./13.
- šesnaestina finala: GOŠK Dubrovnik – Šibenik 3:2

2013./14.
- šesnaestina finala: Podravina Ludbreg – Šibenik 1:0

2014./15.
- šesnaestina finala: Podravac Virje – Šibenik 1:3
- osmina finala: Istra 1961 Pula – Šibenik 2:0

2015./16.
- šesnaestina finala: Gorica Velika Gorica – Šibenik  0:0 (4:5 pen.)
- osmina finala: Šibenik – Slaven Belupo Koprivnica 0:2

2016./17.
- šesnaestina finala: Međimurje Čakovec – Šibenik 1:1 (1:2 pr.)
- osmina finala: Šibenik – Osijek 1:2

2017./18.
- šesnaestina finala: Zagora Unešić – Šibenik 0:3
- osmina finala: Šibenik – Hajduk Split 0:1

2018./19.
- šesnaestina finala: Nehaj Senj – Šibenik 2:2 (2:4 pen.)
- osmina finala: Šibenik – Hajduk Split 1:1 (1:2 pr.)

2019./20.
- šesnaestina finala: Slavonija Požega – Šibenik 1:5
- osmina finala: Šibenik – Belišće 2:1
- četvrtfinale: Šibenik – Lokomotiva Zagreb 0:4

2020./21.
- šesnaestina finala: Croatia Zmijavci – Šibenik 0:0 (0:2 pr.)
- osmina finala: Šibenik – Istra 1961 Pula 0:2

2021./22.
- šesnaestina finala: Međimurje Čakovec – Šibenik 0:1
- osmina finala: Šibenik – Slaven Belupo Koprivnica 1:1 (3:5 pr.)

2022./23.
- šesnaestina finala: Jadran Poreč – Šibenik 1:2
- osmina finala: Šibenik – Gorica Velika Gorica 2:0
- četvrtfinale: BSK Bijelo Brdo  – Šibenik 0:2
- polufinale:  Šibenik – Dinamo Zagreb 2:1
- finale: Hajduk Split – Šibenik 2:0

2023./24.
- šesnaestina finala: Radnik Križevci – Šibenik 2:2 (4:3 pr.)

2024./25.
- šesnaestina finala: Zrinski Osječko 1664 – Šibenik 0:2
- osmina finala: Šibenik – Slaven Belupo Koprivnica 1:2

## Stadion
Domaći teren se zove Šubićevac, kao i dio grada u kojem je igralište smješteno. Kapacitet stadiona iznosi 3412 sjedećih mjesta te je domaći teren kluba od 1948. godine.

## Poznati igrači
- Ivan Radeljić
- Ermin Zec
- Slaven Bilić
- Duje Čop
- Duje Ćaleta-Car
- Ivan Jurić
- Nikola Kalinić
- Ivica Križanac
- Petar Nadoveza
- Ante Rukavina
- Gordon Schildenfeld
- Arijan Ademi
- Branko Oblak

## Treneri
- Tomislav Ivić (1972. – 1973.)
- Mladen Vranković (1989. – 1990.)
- Ivica Šangulin (1989. – 1992.)
- Nikica Cukrov (1992.)
- Franjo Džidić (1992. – 1993.)
- Krasnodar Rora (1993.)
- Branko Tucak (1993. – 1994.)
- Ivica Matković (1993. – 1994.)
- Ivica Šangulin (1994. – 1995.)
- Rajko Magić (1995.)
- Željko Maretić (1995. – 1996.)
- Vinko Begović (1996. – 1997.)
- Željko Maretić (1997. – 1998.)
- Ivan Buljan (1998.)
- Stipe Kedžo (1998.)
- Rajko Magić (1998. – 1999.)
- Stanko Mršić (1999.)
- Anđelko Godinić (1999.)
- Goran Krešimir Vidov (1999.)
- Željko Maretić (1999. – 2000.)
- Vjekoslav Lokica (2000.)
- Milo Nižetić (2000. – 2001.)
- Vjekoslav Lokica (2001. – 2002.)
- Franko Bogdan (2002.)
- Stanko Mršić (2002. – 2003.)
- Luka Bonačić (2003.)
- Franko Bogdan (2003. – 2004.)
- Milan Petrović (2004.)
- Petar Bakotić (2004. – 2005.)
- Ivan Pudar (2005. – 2007.)
- Anel Karabeg (2007.)
- Ivica Kalinić (2007. – 2009.)
- Anđelko Godinić (privremeni trener; 2009.)
- Branko Karačić (2009. – 2010.)
- Anđelko Godinić (privremeni trener; 2010.)
- Vjekoslav Lokica (2010. – 2011.)
- Goran Tomić (2011. – 2013.)
- Ivo Šupe (2013.)
- Damir Petravić (2013.)
- Ivan Bulat (privremeni trener; 2013.)
- Nikica Cukrov (2013. – 2014.)
- Damir Petravić (2014.)
- Mirko Labrović (2014. – 2016.)
- Krešimir Sunara (2016.)
- Goran Tomić (2016.)
- Ivan Katalinić (2016.)
- Anđelko Godinić (2016.)
- Stipe Balajić (2016. – 2017.)
- Zoran Slavica (2017.)
- Borimir Perković (2017. – 2019.)
- Krunoslav Rendulić (2019. – 2021.)
- Sergi Escobar (2021.)
- Mario Rosas (2021. – 2022.)
- Ferdo Milin (2022.)
- Marko Kartelo (privremeni trener) (2022.)
- Marko Kartelo (2022.)
- Ivica Matas (privremeni trener) (2022.)
- Dean Računica (2022.)
- Damir Čanadi (2022.)
- Mario Cvitanović (2022. – 2023.)
- Damir Čanadi (2023.)
- Mario Carević (2023. – 2024.)
- Marko Kartelo (2024.)
- Rajko Vidović (2024. – u tijeku)

## Vanjske poveznice
- Službena web-stranica
- HNK Šibenik Nogometni leksikon
- Profil, HNS Semafor